# Pierres Jumelles (Mont-Saint-Éloi)
Les Pierres Jumelles, appelées aussi Pierres du Diable ou Pierres d'Acq ou Demoiselles ou Demoiselles d'Acq, sont deux monolithes situés près du hameau d'Écoivres, sur la commune de Mont-Saint-Éloi, dans le département du Pas-de-Calais.

## Historique
Le doute demeure sur l'époque de leur érection, soit au Néolithique et il s'agirait alors de deux menhirs, soit à l'époque carolingienne et il s'agirait alors de stèles.
En 1820, le comte de Brandt-de-Galametz, propriétaire du terrain, effectue des fouilles à proximité des pierres. Il découvre, dans l'intervalle séparant les deux pierres, des cercueils en grès brut renfermant des armes en fer. La présence de cette tombe, peut-être contemporaine des monolithes, jette le doute sur une possible origine néolithique. La tombe peut toutefois être postérieure à l'érection des mégalithes.
Les chroniques de l'abbaye du Mont-Saint-Éloi, rédigées par Georges Wartel, mentionnent le texte suivant :

« Monsieur le comte de Brandt de Marconne, seigneur d’Escoivres, fit fouiller au pié de ces masses énormes, en 1763, croyant y trouver quelqu’inscription, des monnoyes, ou quelqu’autre monument propre à éclaircir ce point d’histoire, mais il fut frustré de ses espérances. »

## Description
Les Pierres Jumelles se composent de deux blocs de grès brut, le plus petit mesurant 3 mètres de haut et le plus grand mesurant 3,30 mètres de haut, pour une masse d'environ 8 tonnes. Ils sont espacés de 8,90 mètres.

## Protection
Les pierres sont classées à l'inventaire des Monuments Historiques depuis 1889.

## Légendes
Il existe plusieurs versions légendaires de l'origine de ces pierres, d'où dérivent d'ailleurs les différentes appellations en usage [réf. nécessaire].

### Pierres du Diable
Deux légendes concurrentes attribuent au Diable la présence de ces pierres à cet endroit.
La première raconte l'histoire de la reine Brunehaut, de son vrai nom Brunehilde, et de la construction de la chaussée Brunehaut. Brunehaut, voulant reconstruire la route, fait un pacte avec le Diable : si ce dernier effectue le travail en une nuit, avant le chant du coq, l'âme de la reine lui appartiendra. Mais la reine, afin de tromper le Diable, réveille le coq avant l'heure afin de le faire chanter. Furieux, le Diable lance alors de rage les deux dernières pierres qu'il tenait.
La seconde version est la suivante. Un fermier aurait échangé son âme avec le Diable contre la promesse de lui construire sa ferme en une nuit, la fin de la nuit étant à nouveau marquée par le chant du coq à l'aube. Mais, afin de faire échouer le Diable, la femme du fermier réveilla le coq plus tôt. Le Diable, dans sa colère aurait alors lâché dans le champ les deux dernières pierres qu'il tenait à la main [réf. nécessaire].

### Demoiselles d'Acq
Des filles d’Acq, revenant en retard d’un bal à Villers-au-Bois, auraient été punies et transformées en statues de grès sur le chemin du retour. C'est pourquoi ces pierres sont aussi appelées Les Demoiselles d’Acq [réf. nécessaire].

### Baudouin Bras-de-Fer
Les chroniques de l'abbaye du Mont-Saint-Éloi et la tradition orale attribuent la présence de ces pierres à Baudouin Ier de Flandre, qui les aurait érigées en 862, en commémoration des victoires remportées sur le roi de France Charles II le Chauve [réf. nécessaire].
Baudouin aurait enlevé la fille du roi de France, Judith, afin d'en faire son épouse, et déclenché ainsi l'ire de Charles. Vaincu au combat par Baudouin, Charles lui accorda sa fille et érigea la Flandre en comté.